# 陕蒙高速公路
榆林－陕蒙界高速公路，简称：陕蒙高速，是中国国家高速公路网包茂高速公路（G65）在陕西省境内的重要组成路段，也是陕西省“2367”高速公路网三条纵向线之一榆康线的组成部分。起于榆林市榆阳区孙家湾，与榆靖高速公路相接，穿越毛乌素沙漠，止于陕蒙界神木市蟒盖兔河，与内蒙古东苏高速公路相接，全长88.1公里，双向四车道，设计车速100公里/小时。于2006年9月30日通车。
根据陕西省交通运输厅、陕西省公安厅于2016年11月28日发布的限速公告，陕蒙高速公路全线双方向小客车限速值120公里/小时，其他机动车限速值100公里/小时。